# Brigade turque
La brigade turque (nom de code Étoile du Nord, en turc Şimal Yıldızı ou Kutup Yıldızı) était une brigade d'infanterie de l'armée de terre turque qui servit sous la bannière des Nations unies lors de la guerre de Corée entre 1950 et 1953. Elle était attachée à la 25e division d'infanterie des États-Unis et fut citée plusieurs fois par la Corée du Sud et les États-Unis.

## Histoire et service

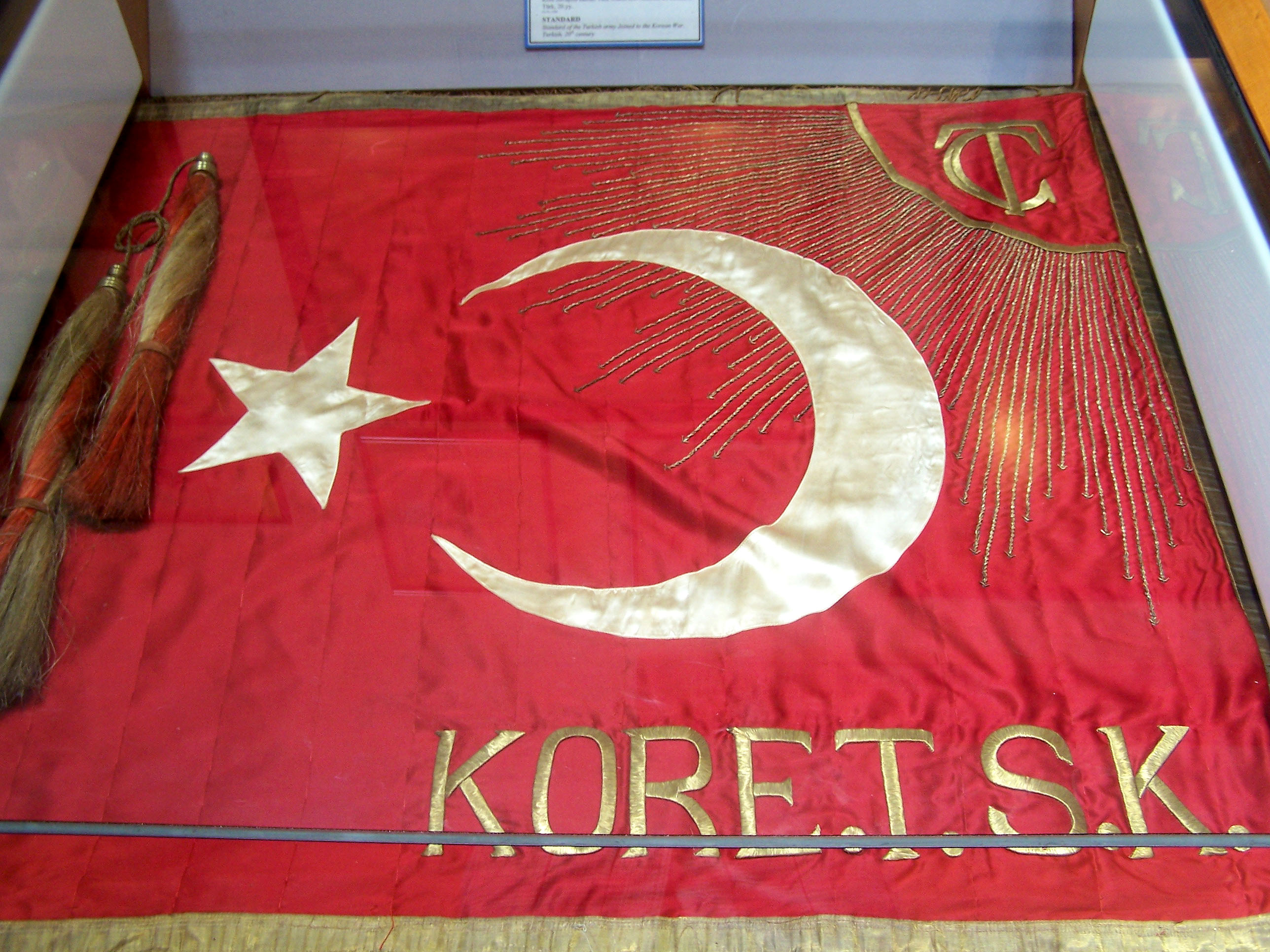
Étendard des forces armées turques pendant la guerre de Corée (musée militaire d'Istanbul).

Le gouvernement turc, qui avait répondu à la Résolution 83 du Conseil de sécurité des Nations unies demandant une assistance militaire en Corée du Sud, avait décidé le 25 juillet 1950 d'envoyer une brigade de 5 455 hommes, comprenant trois bataillons d'infanterie, un bataillon d'artillerie et des unités auxiliaires. La Turquie fut le deuxième pays à répondre à l'appel de l'ONU après les États-Unis.
La brigade était dirigée par Tahsin Yazıcı et prit part notamment à la bataille de Wawon en 1950 et à la bataille pour le Crochet en 1953.
Parmi les membres de la brigade, 721 furent tués, 2 111 blessés et 168 furent portés disparus en Corée. Un total de 14 936 hommes servirent dans la brigade entre 1950 et 1953.

## Dans la culture populaire
- Şimal Yıldızı, film de Atıf Yılmaz et Ayhan Işık, 1954 (Fiche du film sur sinematurk.com).
- Ayla : La Fille de la guerre, film de Can Ulkay, 2017.